# Gjergji Muzaka
Gjergji Muzaka (26 de Setembro de 1984) é um futebolista albanês que joga atualmente como Meio Campo no clube de futebol albanês Dinamo Tirana e na Seleção Albanesa de Futebol . 